# ワールドゲームズ1993
ワールドゲームズ1993は、オランダのハーグで1993年7月22日から8月1日まで開催された第4回ワールドゲームズである。

## 実施競技

### 正式競技
- バレーボール
  - ビーチバレー
- ボディビルディング
- ボウリング
- キャスティング
- アーチェリー
  - フィールドアーチェリー
- フィンスイミング
- ファウストボール
- 空手道
- コーフボール
- ライフセービング
- ネットボール
- パワーリフティング
- ラケットボール
- ローラースポーツ
  - アーティスティック
  - ローラーホッケー
  - スピード（インラインスケート）
    - インライン・アルペン
- サンボ
- ブールスポーツ
  - ペタンク
- テコンドー
- 体操
  - トランポリン
  - トライアスロン
  - タンブリング
- 綱引き
  - 男子
- 水上スキー

### 公開競技
- 合気道
- 綱引き
  - 女子
- 水上スキー
  - ベアフット
- 馬術
  - ボルディング